# Cotyledon adscendens
Cotyledon adscendens är en fetbladsväxtart som beskrevs av Robert Allen Dyer. Cotyledon adscendens ingår i släktet Cotyledon och familjen fetbladsväxter. Inga underarter finns listade i Catalogue of Life.